# Herman Blaschke
Herman Blaschke, soprannominato Pelé (Windhoek, 30 settembre 1948 – Boksburg, 11 febbraio 2016), è stato un calciatore sudafricano, di origine namibiana.

## Biografia
Nato in Namibia da padre tedesco, al termine della sua carriera sportiva rimase a vivere in Sudafrica. Dalla moglie Jane ebbe tre figli Sidney, Joline e Justine. Lasciato il calcio giocato collaborò con il Kaizer Chiefs, segnalando al club i giovani talenti che notava. É morto nella sua casa per un infarto che lo ha colpito il 12 febbraio 2016.

## Caratteristiche tecniche
Serio professionista, di carattere umile e onesto, preferiva giocare come ala destra. Non era particolarmente abile ma veloce. Subentrava spesso dalla panchina, per cambiare il gioco della sua squadra.

## Carriera
Dopo aver giocato nell'Africa del Sud-Ovest con i Thistles di Khomasdal, gli Atlanta Chiefs di Swakopmund ed i Black Africa, Blaschke si fece notare da Kaizer Motaung nel 1969 in una amichevole del Kaizer XI, una formazione che girava il Sudafrica per disputare incontri con le migliori selezioni nere del paese. Motaung lo volle con sé e fece parte sin dalla sua fondazione nel gennaio 1970 dei Kaizer Chiefs, rimanendovi sino al 1978. Motaung lo considera uno dei giocatori cardine della storia del club, base per i futuri successi del sodalizio di Johannesburg.
Blaschke segnò all'esordio degli Chiefs nella NPSL 1971 nella vittoria per 11-1 contro gli African Wanderers. Nella stagione d'esordio segnò 17 reti, mentre gli Chiefs giunsero al secondo posto.
Con il compagno di squadra Patrick Ntsoelengoe, ha una esperienza professionale in America, giocando nella North American Soccer League 1973 in forza agli statunitensi del Miami Toros, con cui chiude il torneo al terzo ed ultimo posto al terzo posto nella Eastern Division.
Nella stagione 1974 è tra i protagonisti del primo successo degli Chiefs nella NPSL. Ottenne un nuovo successo in campionato nella stagione 1977.
Lasciato il calcio giocato allenò i namibiani del Black Africa e poi alcuni sodalizi dell'area di Johannesburg.

## Palmarès
- Campionato sudafricano: 2

Kaizer Chiefs: 1974, 1977